# بنت قسطنطين
بنت قسطنطين هي رواية تاريخية من تأليف الأديب المصري محمد سعيد العريان، صدرت لأول مرة عام  1948 عن مطبعة الاستقامة. وهي تحكي سيرة القائد والأمير الأموي مسلمة بن عبد الملك، تحديداً في عهد أبيه الخليفة عبد الملك بن مروان، وعهد أخويه الوليد بن عبد الملك وسليمان بن عبد الملك. ورغم إنها رواية تاريخية إلا أنّ أغلب أحداثها خيالية من وحي خيال محمد سعيد، ومزج فيها مواقف وقصص حقيقية وحوادث تاريخية مع أحداث خيالية في إطار قصصي وروائي، وأساس الرواية مستوحى من قصة حقيقية وقعت عام 87 هـ في إحدى غزوات مسلمة لأحد جنوده.
تدور أحداث الرواية في الشام وآسيا الصغرى ما بين عام 70 هـ و100 هـ بالعصر الأموي المرواني، تحكي الرواية عن عهد الفتوحات العربية التي كانت في أوجها بعصر بني مروان حيثُ جيوش العرب منتشرة من تخوم الصين شرقاً حتى أطراف باريس غرباً وجزر إيطاليا شمالاً وجمهورية أفريقيا الوسطى جنوباً تفتح وتنشر الإسلام حتى غدت الدولة الأموية أعظم دولة في العالم وفاقت بقوتها الإمبراطورية الرومانية ودولة إسكندر الأكبر، وكان من ضمن أبطال تلك الفترة وقاداتها الأمير مسلمة بن عبد الملك ابن الخليفة وأخ الخلائف، الذي صرف نظره إلى الجهاد في سبيل الله بعد أن عُزِل عزلاً تاماً من الخلافة وولاية العهد لكونه ابن لجارية لأن بني مروان كانوا يحرمون أبناء الجواري من الخلافة حتى لو كانوا يستحقونها أكثر من أبناء الحرائر، لذا قضى مسلمة 35 سنة من حياته يغزو الروم في آسيا الوسطى، والخزر في روسيا والقوقاز. وبذات الوقت هناك شخصية خيالية هي القائد «النعمان بن عبيد الله الرقي»، صاحب مسلمة الذي يُشاركه في كل حروبه في سبيل أخذ ثأر لأخيه عُتبة الذي قُتِل على يد الروم.

## المؤلف
مؤلفها هو محمد سعيد العريان، روائي وأديب مصري ولد عام 1905 وتوفى عام 1964، اشتهر برواياته التاريخية، وهُن:
- قطر الندى (1945)
- على باب زويلة (1946)
- شجرة الدر (1947)
- بنت قسطنطين (1948)

## القصة الحقيقية
الأساس الذي قامت عليه الرواية مستوحى من قصة حقيقية وقعت أحداثها في عام 87 هـ، بإحدى غزوات مسلمة بن عبد الملك للروم، وبغزوة مسلمة بن عبد الملك تلك بعدما انتصر فيها أمر بقتل جنود الروم وإعدامهم، وكان بينهم جندي كبير السن أتى لمسلمة وقال له: «ما حاجتك إلى قتل شيخ مثلي ؟! إن تركتني جئتك بأسيرين من المسلمين شابين»، فقال مسلمة: «ومن لي بذلك ؟»، أي من يحضرهما، فقال الجندي الرومي: «إني إذا وعدت وفيت»، فقال مسلمة: «لست أثق بك»، فقال: «فدعني أطوف في العسكر لعلي أعرف من يكلفني إلى أن أمضي وأجيء بالأسيرين»، فطاف الجندي بين جنود مسلمة حتى مر على فتى من قبيلة بني كلاب فأتاه وطلب منه أن يضمن عدم هروبه لمسلمة، فوافق الفتى وضمنه لمسلمة وأطلق مسلمة الجندي بناءً على ضمانته، وبعدها سأل مسلمة الفتى الكِلابي: «أتعرفه ؟»، فقال الفتى: «لا والله»، فسأله: «فلم ضمنته ؟»،  فقال الفتى: «رأيته يتصفح الوجوه فاختارني من بينهم فكرهت أن أخلف ظنه».
وفي اليوم التالي عاد الجندي ومعه أسيرين مسلمان أعطاها لمسلمة فدية لنفسه، ثم قال لمسلمة: «أسأل الأمير أن يأذن لهذا الفتى أن يسير معي إلى حصني لأكافئه على فعله بي»، فقال مسلمة للفتى: «إن شئت فامض معه»، فذهب معه ولما وصلوا للحصن، قال للكِلابي: «يا فتى، تعلم أنك ابني ؟»، فقال الفتى: «وكيف أكون ابنك وأنا رجل من العرب مسلم وأنت رجل نصراني من الروم ؟»، فقال الرومي: «أخبرني عن أمك ما هي ؟»، فقال الفتى: «رومية»، فقال الرومي: «فإني أصفها لك، فبالله إن صدقتُ إلا صدقتني»، فقال الفتى: «أفعل»، فوصف الرومي شكلها وصفاً دقيقاً، فسأله الفتى: «هي كذلك، فكيف عرفت إني ابنها ؟»، فقال الرومي: «بالشبه، وتعارف الأرواح، وصدق الفراسة، ووجود شبهي فيك»، ثم خرجت له امرأة، فلما رآها الفتى ظنها أمه لشدة شبهها بها، وخرجت معها عجوز تشبه أمه أيضاً، فأقبلا يقبلان رأس الفتى، فقال له الشيخ: «هذه جدتك وهذه خالتك»، ثم أتى شباب فجعلوا يقبلون رأس الفتى ويديه ورجليه، فقال الرومي للفتى: «هؤلاء أخوالك وبنو خالاتك، وبنو عم والدتك»، ثم أخرج له الشيخ الرومي حُلي كثيرة، وثيابا فاخرة، وقال: «هذه لوالدتك عندنا منذ سبيت، فخذه معك وادفعه إليها فإنها ستعرفه»، ثم أعطى للفتى مالاً كثيراً وثياباً فاخرة ودواب ثم ودعه وعاد لمعسكر مسلمة، ثم عاد لأمه فبدأ يخرج عليها أغراضها قبل أن تسبى في الحروب، وبدأت تبكي وتسأله: «يا بني، أسألك بالله، أي بلدة دخلت حتى صارت إليك هذه الثياب ؟ وهل قتلتم أهل الحصن الذي كان فيه هذا ؟»، فوصف لها ابنها حصن أبيها وأهل البلدة ووصف لها أمها وأختها، ثم سألها: «ما يبكيك ؟»، فقالت: «الشيخ والله جدك، والعجوز أمي، وتلك أختي»، فقص عليها ما جرى وأعطاها كل هدايا أبيها.

## ملخص الرواية

### الفصل الأول: حديث القاص
تبدأ الرواية في مسجد الرقة عام 70 هـ، بعدما صلى المسلمون صلاة العشاء قام عليهم أبو داود الحمصي القاص واجتمع عليه الناس، الذي كان طليق اللسان أموي الهوى، فبدأ يحكي عليهم القصص عن الجهاد وأخبار المغازي، ومعارك عقبة بن نافع وغيره، حتى تحمس الناس واستلب قلوبهم بها، ثم بدأ يحكي عليهم قصة غزو يزيد بن معاوية للقسطنطينة ومعه تحت رايته قاتل الحسن بن علي بن أبي طالب، والحسين بن علي بن أبي طالب، وعبد الله بن عباس، وعبد الله بن الزبير، وأبو أيوب الأنصاري رغم كِبر سنه، وكيف أنه استهشد وهو يقاتل هناك ودُفن تحت أسوراها، قائلاً يحثهم على مجاهدة الروم وفتح ديارهم: «ردّ الله غربتك يا أبا أيوب، مُضيف رسول الله أول هجرته إلى المدينة، قد ثوى تحت أسوار القسطنطينية ضيفاً على أهل الكفر، يا أبناء المهاجرين من ضيوف أبي أيوب، يا أبناء الأنصار من صحابته، إنّ أبا أيوب لم يزل كريماً كعهدكم به، فهاجروا إليه يُضيفكم في داره الجديدة، كما ضيّف نبيكم محمداً منذ سنين سلفت».
وكان بين الحاضرين، عُتبة بن عبيد الله الرقي فصاح «لبيك أبا أيوب» فضج المسجد بالتلبية لأبي أيوب، ثم أكمل أبو داود يتحدث عن الفتن التي عصفت بالمسلمين آنذاك من الفرقة والخلاف إذ هناك في الجزيرة والعراق ابن الزبير مُبايعاً على الخلافة، وفي الشام ومصر عبد الملك بن مروان مُبايعاً عليها، ولا تخلو الأمصار من شيعة يدعون لمبايعة رجلاً من ذرية علي بن أبي طالب، والخوراج يعبثون في فارس وخراسان واذربيجان، وفي الشام ذاتها هناك من يدعو لغير بني مروان ويريد البيعة لآل أبو سفيان بن حرب أو عمرو بن سعيد الأشدق، والروم بعد كل هذه الفتن طمعوا باسترداد ما أُخِذ منهم، واستغلوا الأمر وبدأوا يعدوا العدة فغزوا انطاكيا وأغلوا في البلاد وحرضوا الجراجمة على المسلمين، وعبد الملك بن مروان يحاول جاهدًا توحيد كلمة المسلمين تحت رايته شرقاً وغرباً وحماية الشام داخلياً وخارجياً.

### الفصل الثاني: عهد ونذر
أثر كلام أبو داود في نفس عُتبة بن عبيد الله، فحادث أخيه النعمان بن عبيد الله عن تفكيره بالأمر، وأن هذه الفرقة والخلافات وأنها تضر الأمة ولو استمرت لدخل الروم قعر دارهم وسبوا نسائهم وأبناءهم، وذم أصحاب الفتن والخلاف، فغضب منه أخيه النعمان وعارضه لأن أباهم قاتل في موقعة الجمل ومعركة صفين ومعركة كربلاء وقُتِل في هذه الفتن، فرد عليه عتبة إنه ورغم هذا لا تطيب نفسه بقتل المسلمين ويترك الروم وأخبره بأنه يريد أن ينضم لمسلمة بن عبد الملك في غزوه للروم لعله يُدرك نصراً أو يجاور في القبر والشهادة أبو أيوب الأنصاري، وترك أخيه من حينه وذهب بلا عودة تاركاً خلفه أمه وأخيه وزوجته وابن الصغير وطفلة لا زالت في بطن أمها لم تولد.
ولكن مسلمة في تلك السنين لم يخرج للروم ولا خرجت لا صائفة ولا شاتية لهم، لأن عبد الملك قد هادن ملك الروم وسالمه وصالحه على فدية مال حتى يوحد الدولة الإسلامية ويجمع شتاته ويقوي جيشه. ورغم هذا لم يعد عُتبة من ليلته تلك لعدة سنين فأعلن أهله الحداد عليه إيقاناً منهم أنه استشهد في قتال الروم، وأقسم أخيه النعمان أن لا يترك قتال الروم بعدها حتى يلحق بأخيه شهيداً أو يأخذ بثأره منهم بقتل بطريق «أمير» من بطارقتهم. وتوحدت الأمة واجمعت على خلافة عبد الملك بن مروان فكسر عبد الملك الهدنة وعادت جيوشه لدك الروم، فلم يتخلف النعمان بن عبيد الله لا في صيف ولا شتاء عن دعوة الجهاد.

### الفصل الثالث: ابنة البطريق
نقم الروم على ملكهم أنه سالم عبد الملك بن مروان وضيع عليهم فرصة هزم المسلمين واسترداد الشام وشمال أفريقيا، فخلعوه ونفوه إلى بلاد أجنبية ثم صارت فيهم عادة كلما مَلَك عليهم أحد قاموا وثاروا عليه وخلعوه ونشأت بينهم الحرب الأهلية في سبيل ذلك، وكان على أحد الثغور الرومية الواقعة على خليج القسطنطينية بطريق عظيم الشأن يُقال له قسطنطين، وكان معتاداً على قتال المسلمين ويستقبل كل صيف سرايا مسلمة تأتيه من البحر تغير عليهم ويحاربونهم، تارة ينتصر عليهم وتارة ينتصرون عليه، وفي إحدى هذه الغزوات كان فيها النعمان بن عبيد الله فغزوهم وتقاتلوا وكاد النعمان يظفر بقسطنطين ويقتله ويبر قسمه بأن يقتل بطريقاً منهم، ولكن هرب منه قسطنطين. وانتهت المعركة بانتصار المسلمين فأخذوا يوزعون الغنائم بينهم فكان من حصة النعمان ابنة قسطنين التي سبيت وهي في سن الصبا.

### الفصل الرابع: وَيْك مَسلمة
ثبتت دعائم عرش بني مراون على دولة الإسلام، وخشي عبد الملك بن مروان على العرش من بعده أن يتواثب عليه الطامعين فيه من خوراج، أو آل أبي سفيان، أو بني هاشم، وكان عهد أبيه مروان أن يتولى الخلافة بعده أخيه عبد العزيز بن مروان، ولكنه كان يرى أن أبناءه أحق بالعرش وأقدر على صيانته، ولكن كان له من الأولاد أكثر من 14 دون البنات، واحتار لمن يعطيها منهم خصوصاً أنهم متقاربين بالأعمار ومتشابهين بالمزايا.
وكان الوليد أحب بنيه له وبكره وأمه العبسية أدنى زوجاته منزلة له، وسليمان شقيقه يستحقها وأمه العبسية ترجو الخلافة له كما ترجوها للوليد، ويزيد أعرق أبناءه أمومة فهو ابن عاتكة بنت يزيد بن معاوية بنت خليفة وحفيدة خليفة وأخت خليفة وزوجة خليفة، وأحرى لولدها أن يستخلف فيضم المجد من أطرافه، ولكنه طفل صغير آنذاك، وهشام الكل يُبشر بخلافته لما فيه من الصفات وأمه من بني مخزوم، وكان مسلمة مستبعداً عن الخلافة رغم أنهم أحقهم وأفضلهم لكونه ابن جارية رومية، وبرغم أنه ليس القائد العسكري الوحيد بين إخوانه إذ كان الوليد قائد كبير قاد الغزوات سنيناً كثيرة، وكذلك كان أيضاً الحجاج وسعيد ومحمد ومروان وهشام وعبد الله، ولكنه كان أفضل منهم كقائد عسكري، إضافة لما كان فيهم من الكرم والفصاحة والشجاعة والحكمة وأقربهم للرعية، ولكن يستحيل أن ينالها ابن الرومية ولا ينالها أبناء الحرائر من عبس وبني أمية وبني مخزوم.
في أحد الأيام أقام عبد الملك بن مروان سباق خيل فتسابق الوليد وسليمان ومَسلمة فخسر مسلمة وفاز سليمان بالسباق، فقام عبد الملك يُفاخر بسليمان أمام الناس بقصيدة يذم فيها ابن الجارية ويمدح ابن الحرة معرضاً بمسلمة، فرد عليه مسلمة بقصيدة أخرى لحاتم الطائي تمتدح أبناء الجواري حتى دمع عبد الملك واعتذر منه، ولكن مسلمة لم ينسى الموقف.

### الفصل الخامس: أمهات الملوك!
اجتمع في القصر الأموي ذات يوم زوجات عبد الملك بن مروان؛ ولادة بنت العباس العبسية، وعائشة بنت موسى بن طلحة بن عبيد الله، وعاتكة بنت يزيد بن معاوية، وأم أيوب بنت عمرو بن عثمان بن عفان، وتكلم في شؤون الخلافة وولاية العهد، وأن عبد الملك وعد كل واحدة منهن أنه يفكر في جعل ابنها ولياً للعهد، وتحدثن عما فعله مسلمة من قصيدته التي تعرض بأبناء الحرائر وأنه لن ينالها أبناء جواري عبد الملك أبداً، وسمعتهن ورد أم مسلمة.
ثم دخل مسلمة على أمه وإذ هي تبكي، فسألها حتى لامت نفسها أنها لو لم تكن أمه لكان ولي العهد اليوم، فأخبر مسلمة أمه أنه زاهد فيها لا يريدها إنما يريد فقط سيفاً وفرساً وراية يجاهد بها في سبيل الله، ثم سألته أمه إن كان يجد راحة بقتال الروم فأجابها بالإيجاب، ثم أحس أنها تكتم سراً فسألها حتى أجابته أنها في الروم الذين يقتالهم أخواله، فآجابها أنه يعرف هذا منذ زمن بعيد ولا مشكلة لديه، فأخبرته أنّ بهذا يطلب رأس جده لأن أبيها قُسطنطين كان بطريقاً وكاد بل وربما أصبح قيصراً وملكاً على الروم، وأنها يوم سبيت كان في طريقه ليصبح قيصراً ولا تعلم ما حل به بعدها، ثم سرح مسلمة بخياله مما سمع، فسألته أمه إن كان هذا يغير فيه شيئاً بعدما عرف آن جده وأهلها أمراء، وهي لا تريده أن يتوقف عن قتال الروم لأنه كل ما يملك من أسباب المجد حينما يتفاخر أبناء عبد الملك،
ولكنه أخبرها أنه لا علاقة به حتى لو كان جده إذ أنه أمير من أمراء أعداءه وسيظل يجاهد الروم، ولكنه وجد عزم جديداً في جهاده هذا وهو أن عرف أنّ له حقاً في عرش القياصرة وأنه سيقاتل الروم بعد الروم على عرش قسطنطين حتى يأخذه لنفسه غير غاصب، ثم آخبرته أمه أن نفسها تنازعها للقسطنطينية، وطلبت منه أن يرد القسطنطينية إليها بأن يحقق حلمها ويجلس على عرش القياصرة وأن يدع بني عبد الملك يتنازعون على عرش أمية ويأخذ هو عرش القياصرة، فقال مسلمة "بل عرش قيصر وعرش أمية، فنهته أمه لخوفها عليه من كيدهم له، فأجابها أنه لا يخاف.

### الفصل السادس: ولي العهد
تغير مسلمة منذ يوم السباق، وكأنه لم يعلم أنه ابن جارية إلا ذاك اليوم، وحتى لو كانت من بنات الملوك أو الملائكة فهي ليست في عين الناس إلا جارية، ولم يكن ليؤثر فيه عزله عن الخلافة قبل يوم السباق أو يحزنه، ولكن بعدما حدث فقد جُرِح من كلام أبيه وزوجاته وكلام أمه، وبرغم هذا فإن موقفه من إخوته لم يتغير ولا يهتم من تولى منهم الخلافة، لأنه أحوج إليه منهم فهو سيفهم ورافع رايتهم دولتهم في الجهاد وحاميها، وله عرشاً في قلب كل عربي بين المشرق والمغرب، ويأمل فوق كل هذا أن يجلس على عرش الروم ويتخذها دار هجرة فينزل في بلد أخواله ضيفاً على أبي أيوب الأنصاري.
لم يعد النعمان منذ خرج من الرقة إليها، واتخذ له في اللاذقية بيتاً يأوي إليه لبضعة أسابيع حينما تتوقف الغزوات، وشاعت أخباره وبطولاته وشجاعته حتى وصلت أنباءه إلى الرقة لأمه الحزينة، وبسبب هذه البطولات كان أثيراً عند مسلمة مقرباً وصديقاً له، وفي أحد الأيام بعد عودته من معركة ولدت له جاريته الرومية ابناً سماه عُتيبة وهو تصغير اسم أخيه عُتبة، وخشي أن يكبر وحيداً مع أمه فأخذه وأخذ جاريته إلى الرقة حيث أمه وأهله، ثم عاد للجهاد.
رأى عبد الملك رؤيا ففُسِرت أن أربعة من أبناءه سيتولون الخلافة، ثم يموت أخيه عبد العزيز ويصبح في حل من بيعته، فجعل أكبر بنيه الوليد وسليمان من بعده أولياء للعهد، ثم يوصي أبناءه قبل موته بمسلمة أن يأخذوا رأيه ويجعلوه مستشارهم وسيفهم الأعظم، ويموت بعدها.

### الفصل السابع: راهب البلقاء
تولى الوليد بن عبد الملك الخلافة، وفتح الدنيا شرقاً وغرباً فقُتيبة بن مسلم باتجاه الصين، ومحمد بن القاسم باتجاه الهند، وموسى بن نصير وطارق بن زياد باتجاه الأندلس، ويجدد مسلمة عهده بفتح القسطنطينية لأمه وأنه سيصبح واليها ويترك لإخوته عرش أمية يتنازعون، ويخبرها أن موسى لديه خطة بأن يفتح أوروبا حتى يأتي للقسطنطينية ويحاصرها من الغرب، وهو يحاصرها من الشرق، وقُتيبة يحاصرها من جهة البحر الأسود حتى تُفتح.
في أحد الأيام كان مسلمة وصاحبه النعمان بن عبيد الله في البلقاء، فرأوا راهب في صومعته فذهبوا له فسألوه إن كان يوجد عنده في الإنجيل والتوراة خبر وصفة المسلمين وأحوال المستقبل والآن فأجابه بالإيجاب، فسأله إن كان هناك شيء عنه وعن صديقه النعمان، فقال الراهب: «أمير يعزف عن الإمارة أو تعزف عنه الإمارة، ينزع به عرق ويجذبه عرق، جرادة صفراء تحت راية بيضاء، يُفتح به لغيره ولا يُفتح له، عن يمينه على العرش أربعة وعن يساره أربعة، يدنو حتى يكون قاب قوسين فيقف بين بين، ثم يفلتها بعد الأين، بين وبين ما يأمله مائتان ومائتان وثلاثة مائة ثم يكون ما أراد حين لا يكون له متاع من ذلك الزاد، إلا عين باقية وسيرة باقية، ويُذكر أبو أيوب وأبو سعيد (كنية مسلمة)، ومحمد بن مراد»، ثم سأله عن أخيه الوليد فقال: «اسم صبي وما هو بصبي، ترمقه العيون وتتوهمه الظنون، وهو مما يراد به في حرز مصون، يُعلي البناء، ويوسع الفناء، ويجزل العطاء، ويلد النجباء، ثم يمضي كما جاء، ويخلفه ملك له اسم نبي ووجه وضيء تُفتح عليه بلاد لم يسلكها بدوي ولم تطأها قدم عربي، يا سليمان بن دواد ارفع غطاء المائدة للضيفان إن للمائدة موعداً قد حان».
وسأله مسلمة عن النعمان، فقال: «وصاحب بالجنب ينشد ضالة والضالة تنشد ناشدها والباب بين الناشد والمنشود عليه قفل ورتاج وستر من ديباج، أيها الصبي، أيتها الجارية إن لكما وراء هذ الباب عمومة وخئولة؛ اختلط الدم بالدم وتدسس العرق إلى العرق، ويلك لو انكشف المخبرء وانهتك الستر وأُزِيح النقاب، لقد نذرت نذراً ونذرتْ المقادير نذراً، فأوفِ بنذرك أو تجاوز عن ثأرك فستبلغ المقادير غايتها برغمك، ويشهد الأمير ضاحك السن أمره وأمرك فيحدب على الوليد ويترحم على الشهيد يصل رَحم القريب والبعيد». ثم رحلوا عنه، واحتار بما قصده بالمائتان والمائتان والثلاثة مائة، ففسرها النعمان بعدد الشهداء حتى يفتحوا القسطنطينية، وفسرها مسلمة بعدد الشهور أو الأسابيع الباقية حت، فتحها، وأنكر أن تكون قروناً وألا لا يكون هو الفاتح، ورغم هذا مسلمة لم يصدق كلامه.

### الفصل الثامن: بارقة أمل
بعدما ترك النعمان جاريته سبيكة وابنه عند أمه وأرملة أخيه وأبناءه، أحبوها ولم يعلموا إن كانت عربية أو أعجمية هي أو زوجة أو سبية له، وشكت أن تكون من العرب لملامحها ولون عينيها، ولم يسألها أحد احتراماً للنعمان، وكبر عتيبة بين أبناء عمه عُتبة بشير وأخته نَوار، وكان النعمان كلما فرغ أتى إليهم حتى يحين موعد الغزو.
وفي أحد الأيام بعد معركة جلس النعمان بن عبيد الله وعبد الله البطال وعبد الوهاب بن بخت يتحادثون في ذكرياتهم في الحروب ومع الروم، فقص البطال قصة سبب تلقيبه بلقب البطال وأول من ناداه به، وفي قصته قال أنه في وقت الفتنة عام 70 هـ حينما غزا الروم أنطاكيا لم يكن هناك جيش، ورأى من الأسرى العرب الذين أسروهم ثلاثة رجال مربوطون بحبال فأستنجدوه وعرف أن أسماءهم بشير وعتبة وسعيد، وحينما كان يحاول تحريرهم هاجمه البطريق ولم يستطع إنقاذهم، فذهل النعمان وشك أن عتبة ذاك هو أخيه لكونه خرج للغزو، ولم تكن هناك غزوات لتلك السنة، وهي ذات السنة التي حدثت بها القصة، فسأل البطال عن الأسرى ولكن لم يكن البطال يعرف عنهم شيء، ثم قال عبد الوهاب بن بخت أنه كان يعرف أحد الأسرى وهو صديقه سعيد بن جُنادة الذي استطاع النجاة بالقفز بالبحر والسباحة للشاطئ وأخبر ابن بخت بالقصة وأن أحد الأسرى كان اسمه عُتبة الرقي، ومن هنا تأمل النعمان أن يكون أخاه حياً، فسأل البطال عن البطريق إن كان يعرفه، فأجابه أنه شهير ويعرفه ولاقاه بعد ذلك بعدك معارك ولكن لم يظفر بقتله وأن اسمه قسطنطين، وطلب البطال من النعمان عدم التأمل لأن ذلم البطريق لا بد أنه قد مات منذ زمن طويل.

### الفصل التاسع: نداء الدم
عاد النعمان إلى أهله بعدما فارقهم عامان، وهو يحمل في داخله أمل بقاء أخيه حياً، فوجد ابنه وأبناء أخيه قد كبروا، وسبيكة تُعاني من النقص والألم لإخفاءها سر أنها رومية، وعائلة النعمان تكره الروم لقتلهم عتبة، فشكت أمرها للنعمان أنهم قد يكرهونها إن علموا، خصيصاً أن ابنها سألها ذات مرة لأي عرب تنتسب هي ولم تستطع الرد عليه، وتخشى يوماً ينكشف هذا.
بعدما قابل النعمان عتيبة وابنة أخيه نَوار أحس أنهما يحبان بعضهما، ثم أخبرته سبيكة بالأمر وأنه لو اكتشفت أرملة عتبة حقيقتها لن يتمكن عتيبة من الزواج من نوار، لأنها لا تريد لزوجها أن يكون هجيناً أو به عرق رومي وتريد أن يكون مهر نوار تاج بطريق رومي مع رأسه وجارية تكون من بنات بطارقتهم مثلها للثأر لزوجها عتبة، فأخبرها النعمان أن عتبة قد يكون حياً وأنه لم يخبر أحداً بهذا خوفاً من أن يكون أملاً زائفاً. ثم ودع النعمان أهله وعاد لمسلمة الذي يعد العدة لغزو القسطنطينية المقترب.

### الفصل العاشر: قبر على الطريق
فُتِحت الأندلس وحاز المسلمين فيها غنائم لا تُقدر بثمن، أتى بها موسى بن نُصير بموكب عظيم اجتمع له الناس إلى الخليفة الوليد بدمشق، وكان في الغنائم مائدة سليمان بن دواد، فقال مسلمة أنّ الراهب كذاب ولو وافقه القدر، وأنه لن ينتظر لا مائة ولا مائتين وسيذهب للحج ثم يتجهز لغزو القسطنطينية. انطلق مسلمة للحج ومعه القوافل الشامية وبينهم النعمان بن عبيد الله.
غفى النعمان على راحلته، ورأى رؤيا كان فيها مسلمة عند عتيبة وسبيكة محزونين وهو لا يقدر على الحراك، ومسلمة يدعو له ويقول أن بينهم صهراً ونسباً، ثم رأى مسلمة في أرض فسيحة فيها خيام وبيوت من خشب وعنده أسرى يريد إعدامهم ولكن سبيكة تأتي وتمنعه من هذا، ثم رأى مسلمة وهو يزور أهله ويكرمهم جميعاً، ثم أفاق وأخبر مسلمة بما رأى فطلب منه مسلمة كتم ما رأى حتى يذهبون للمدينة ويجدوا فقيهاً يفسرها لهم، وكتم مسلمة على النعمان أنه رأى نفس الرؤيا ومن هذا علم أنها لا يمكن آن تكون مجرد حلماً لأن كليهما حلما بذات الشيء.

### الفصل الحادي عشر: لبيك أبا أيوب
توفى النعمان وهو في الطريق، ولم يعرض مسلمة الرؤيا على الفقهاء لما ما فيه من الهم على النعمان وأمه التي تركها مريضة في دمشق، فلما عاد لدمشق وجدها قد ماتت أيضاً، ثم أرسل الأعطيات والأموال لأهل النعمان وأكرمهم، وفي غضون ذلك كان قادة الروم يتناقشون بأحوال إمبراطوريتهم السيئة، وأن العرب يوشكون أن يغزونهم من كل مكان، فأتاهم قسطنطين بطريق أبيدوس يحثهم على الصبر ومقتالتهم لأجل مريم العذراء والصليب، فسخروا منه لأن اثنتين من ابنتيه سباهن العرب، الأول روديا في عهد معاوية بن أبي سفيان خلال الحصار الأول، والثانية بعدها بعشرين سنة، وهو لا يعلم على قيد الحياة هن أو انتحرن رفضاً للأسر وذله، أو هن في بيوت السادة والأمراء أو في أسواق النخاسة والعبيد، فأجابهم أنه لم يتوقف للحظة في الدفاع عن الدولة والنضال لأجلها، وأنه كلما لاقى عرب حاول أسرهم لينتقم مما فعلوه بابنتيه. توفى الوليد واستخلف سليمان، فبدأ مسلمة يقنعه بغزو القسطنطينية،  فجهزوا أكثر من 100 ألف جندي وأكثر من ألف سفينة.

### الفصل الثاني عشر: وفاء بذمة
اقترب موعد الغزو، وعندما علم أهل النعمان بموته اغتموا غماً شديداً، وبدأ عتيبة يتجهز ليوفي بنذر أبيه، ويثأر لعمه، ويأتي بتاج بطريق وبنتاً للبطارقة كخادمة لنَوار كمهراً لها تطلبه أمها، وصارح نوار بالزواج والحب، وتجهز للانضمام لمسلمة بن عبد الملك بغزوه للقسطنطينية، وأخبر أمه بالأمر فحاولت منعه كما حاولت نوار منعه، فصارحها أنه يعرف أنها رومية وتخشى أن يقتل في الحرب قريباً لها، وبرغم كل شيء مضى عُتيبة بأمره هذا مقرراً الجهاد مع مسلمة.

### الفصل الثالث عشر: نفير الحرب
عرفت جدة عتيبة بعزمه، ورفضت ذلك خشية فقدانه كما فقدت قبله عتبة والنعمان، ولمحت له استغرابها من سماح أمه له أن يُشهر سيفاً على الروم، فأخبرها أنها وافقت فرضيت عنها، وودع أهله وانطلق للانضمام لحملة مسلمة بن عبد الملك، وأخذ المسلمين في كل مكان يتجهزون لهذه الحملة الكبرى.

### الفصل الرابع عشر: على شاطئ البرزخ
وصلت الأخبار إلى بلاد الروم فارتعبوا، وأخذوا يتحدثون عن العدة العظمى التي أعدها العرب لهذه الحملة واستعداداهم لفتح عاصمتهم.

### الفصل الخامس عشر: تميمة روميّة
سبيكة بدأت تفكر في أمرها بعد وفاة النعمان وتحررها، فهي رغم هذا لا تستطيع العودة للروم حتى لو أهلها لأنها أصبحت ترى نفسها امرأة عربية مسلمة لا علاقة لها بهم، ولا مكان لها بينهم، وتلك الفتاة التي سبيت لم تكن لا عربية ولا مسلمة ولا أم، ورغم كل هذا لا زالت تحن أحياناً للماضي وكلما فقدت أحد تذهب وتُخرج صندوقاً فيه البقايا التي بقت من ماضيها، منها؛ تميمة رومية كانت تلبسها في عنقها وجوهرة كانت تزين شعرها، ولم تعلم كيف رضت بذهاب عتيبة، ولم تعرف كيف شحذت له أفضل سيوف أبيه، ولم تعرف كيف أعطت له التميمة والجوهرة لكي تحميه التميمة ويتذكرها بينما هو مسلم لا يؤمن بهذا.
وصل مسلمة بالجيش وحاصر القسطنطينية ونصب الخيام وبدأ يبني بيوت الخشب ويزرع النباتات لجيشه. وبينما كان عتيبة يتفحص التميمة والجوهرة ويفكر بأمره ناداه رسول مسلمة فأتى إليه ومعه ما أعطته أمه رحب به مسلمة وذكره بأباه، وسأله عن حاله وأهله، ثم سقطت من يد عتيبة التميمة والجوهرة فرآهما مسلمة وأخذهم يتفحصهم وسأله عن ماهيتهم، فلما أخبره عتيبة أوصاه بأن يحفظهما جيداً لكونهما من أمه.

### الفصل السادس عشر: عرش يتهز
لم يكن هناك في القسطنطينية قيصر وقتها، وكان هناك بطريق رومي اسمه إليون المرعشي قد جاء مسبقاً إلى مسلمة وسليمان وأقنعه أن يساعدهم ويدلهم على الطريق وعورات الجيش، مقابل أن يرأس الروم إذا انتصروا، فوافقوا وذهب معه إلى الحصار وطلب أهل القسطنطينية إليون لكي يتفاوضوا معه، فأقنعوه أن يجعلوه قيصراً عليهم إن هو خدع مسلمة وأقنعه بأن يتخلص من الأقوات التي ادخرها لجيشه حتى يثقوا به ويستسلموا له.
وكان عمر بن هبيرة قائد الأسطول البحري غاضباً من ثقة مسلمة بالرومي، ويحس أن سيمكر على المسلمين، وشتمه قائلاً أنه لو كان ابن حرة لما فعل هذا وأن عبد الملك كان محقاً بما قاله يوم السباق، فتشاجر معه عتيبة بن النعمان بسبب هذا حتى كف عن سب مسلمة. ذهب إليون وأقنع مسلمة بحجة أن الروم أهل كبرياء ومصابرة، وأنهم عندما يروا هذه الجبال من الأقوات يظنون أن العرب ليس فيهم من القوة ما يمكنهم من الانتصار بسرعة بدليل أنهم احضروا معهم كل هذا لأنه سيطول بهم الحصار فإذا أزاحه خافوا وظنوا أنه سيقتحمون المدينة عليهم فيبادروا بالاستسلام بسرعة خوفاً على أنفسهم.

### الفصل السابع عشر: دسيسة العرق
فخدعه بهذا وأصبح القيصر فانتشرت المجاعة بين الجنود وزادها الشتاء والثلوج فهلك الجيش، ولم يستطع سليمان أن يأتيهم بالمدد لصعوبة الشتاء، وتحطم الأسطول بسبب النار الإغريقية. وخلال هذا توفى سليمان واستخلف عمر بن عبد العزيز الذي أمر بانسحاب مسلمة بن عبد الملك من الحصار والعودة بالجيش.

### الفصل الثامن عشر: على حافة الموت
بسبب هذا اغتم مسلمة لنهاية هذه الحملة العظمى بهذه الطريقة، وحقد على الروم ما فعله به ذل الخدعة، وأحس بالمرارة لأنه ابن لأمراة من أولئك الروم الغدرة الذين لا يحفظون عهداً، تلك المرأة التي حرمته من الخلافة صغيراً وحطمت تاج العز على رأسه كبيراً، وأخرج من جيبه تميمة رومية وجوهرة رأس كانت قد بقيت من أمه حينما سبيت من بلاد الروم ورماهما في البحر وهو يبكي.
ثم أمر حارسه أن يحضر جنود الروم ويعدمهم، وكان بينهم رجل طاعن بالسن طلب التحدث مع مسلمة، فأخبره أنه يريد افتداء نفسه بأسيرين عربيان عنده، فلم يصدقه مسلمة بالبدء وبعد إلحاحه وافق ولكن لم يتمكن من الوثوق به، فسأله أن يجد شخصاً يكفله حتى يعود فاختار من بين الجُند عتيبة فكفله عتيبة مروءةً منه، فذهب وخشي عتيبة على نفسه وأيقن أن الشيخ هرب وسيجعله يتحمل لوم مسلمة له، ولامه الناس على فعلته هذه، وبقى يتفكر في خيمته عن أنه لم يقتل بطريقاً ولا ظفر بتاجٍ ولم يستطع بهذه الغزوة أن يوفي بنذر أبيه أو يدرك ثأر عمه أو يحضر مهر نوار وبدلاً من هذا سيتحمل لوم مسلمة بهرب الشيخ الرومي.
وباليوم التالي استدعى مسلمة عتيبة فأيقن أن الشيخ لم يرجع بالأسيرين فلما وصل رأى رجلين كهلان يقفان بجانب مسلمة ومعهم الشيخ الرومي، ثم سأل مسلمة الرومي عن سبب اختياره لعتيبة دون غيره، فأجاب أنه أحس بعاطفة تجاهه ورأى بوجهه وجهاً ظل يبحث عنه في وجوه الناس طويلاً وهو وجه ابنته التي سباها العرب قديماً في أبيدوس، فسأله مسلمة إن كان من أبيدوس فقال له أن بطريق أبيدوس قسطنطين، فشحب وجه مسلمة ولم يسطتع لا هو ولا عتيبة الكلام، وأخذ عتيبة يفكر ماذا لو كان قسطنطين جده فعلاً رغم أنّ أمه لم تعترف أو تنكر أنها رومية لما صارحها وإذا كان فعلاً جده هب يعني هذا أنه كاد أن يقتل جده ليدرك الثأر والمهر ويجعل أمه أو خالته خادمات لنَوار!
فأمر مسلمة بتركه ليخلو بنفسه وذهب الأسيرين للراحة، ودعى البطريق عتيبة لكي يرد له الإحسان ضيفاً بحصنه فوافق، وفي الطريق أخرج عتيبة التميمة والجوهرة فتعرف البطريق إليها وانكب على عتيبة مخبراً إياه أنه حفيده وابنه فاخذه للحصن وعرفه على أهله ورأى خالته توأمة أمه فظن أنها أمه سبيكة لوهلة، ثم أخبر البطريق عتيبة عن ابنته الكبرى روديا التي سباها العرب منذ أمد طويل قبل أمه، فبقى معهم وأعطاها جده أغراض أمه وهدايا كثيرة، ثم ودعه وعاد للمعسكر حيث كان مسلمة ينتظر بفارق الصبر، حتى أتى وأخبره بما حدث وأخبره عن خالته روديا وأنه يأمل أن يجدها ويجد أبناء أخواله من العرب إن كانت قد أنجبت، وأخبره أنه لا يوجد أثر قد يدل عليها إلا جوهرة وتميمة كالتي معه وعرف بهما جده وأخواله، وكادت أن تنزل دموع مسلمة فصرفه واختلى بنفسه. ثم بعدها استدعاه من جديد وكان عنده أحد الأسيرين، فأخبره باسمه فعلم أن عمه حي وأنه كان في آسر جده طيلة تلك السنين، فأخبره عمه زوجته أنجبت ابنة تدعى نوار وأنه ابن أخيه الذي مات، وأنه مثلما كان أسيراً عند البطريق كانت ابنة البطريق أسيرة وجارية عند أبيه أيضاً.

### الفصل التاسع عشر: وفاء النذر
عاد عتيبة إلى أهله وبدلاً من أن يحضر مهر نوار احضر معه أباها، ولما رأت سبيكة عتبة عرفته لأنه كان أسيراً عند أبيها وهي صغيرة، فأخبرها عتيبة بما جرى، وأخرج لها أغراضها القديمة، ومرت الأيام وتزوج عتيبة ونوار وحضر مسلمة العرس، وأغدق عليهما أموالاً وهدايا طائلة، وقابل سبيكة وتحدث إليها مطولاً، وطلب من عتيبة أن يأتيه إن ضاق به أمر لأن بينهم صحبة ونسب وصهر، وعاد مسلمة وهو حائراً لا يدري إن كان قد قابل أمه أو خالته سبيكة بسبب الشبه الشديد، وكتم بنفسه سر أمه ورد أو روديا وكون عتيبة ابن خالته وكون قسطنطين جده ولم يخبر به أحداً حتى توفى. ومرت مائتان من السنين ومائتان أخرى ثم ثلاثة مائة وفُتِحت القسطنطينية على يد محمد بن مراد ولم يبقى من آثار مسلمة هناك إلا مسجده جامع العرب الذي يحتوي على مقام ومزار له وعين ماء حفرها حينما حاصرها.

## الشخصيات

### الشخصيات الحقيقية
- عبد الملك بن مروان
- مسلمة بن عبد الملك
- سليمان بن عبد الملك
- عبد الله البطال
- عبد الوهاب بن بخت
- عمر بن هبيرة
- ولادة بنت العباس العبسية
- عائشة بنت موسى بن طلحة بن عبيد الله
- عاتكة بنت يزيد بن معاوية
- أم أيوب بنت عمرو بن عثمان بن عفان
- ليو الثالث الإيساوري

### الشخصيات الخيالية
- أبو دواد الحمصي القاص
- النعمان بن عبيد الله الرقي
- عتبة بن عبيد الله الرقي
- عتيبة بن النعمان
- بشير بن عتبة
- نوار بنت عتبة
- ورد بنت قسطنطين
- سبيكة بنت قسطنطين
- البطريق قسطنطين
- الجندي لوكاس
- الجندي موريس
- أنسطاثيوس الصالح
- القائد ميناس

## المغالطات التاريخية
رغم قلة الحقائق الموجودة في الرواية، إلا أن كثيراً من هذه الحقائق خاطئة ومنكرة عند أصحاب التاريخ، ومنها أنه لا يُعرف أبداً اسم أم مسلمة ولا يُعرف من أي جنس هي فلم يثبت أنها رومية ولا غيره، ومنها المبالغة الخيالية في مزاعم أن العرب أو المسلمين آنذاك كانوا يزدرون الموالي أو أبناء الجواري وكل من كانت له أم أعجمية، وهذا غير صحيح مخالف للإسلام والتاريخ فهذه الطبقة من الناس كان منها الولاة والعلماء والقادة وخواص الخلفاء بالعصر الأموي مثلهم مثل العرب في كل التعاملات، ولا شأن لهذا بأن بني مروان كان لا يولون أبناء الجواري ولا علاقة له بالعنصرية مطلقاً.
وأما أسباب منع أبناء الجواري وإيثار أبناء العربيات والحرائر على أبناء الإماء، فهو لعدة أسباب منها؛ أن الخؤولة مهمة جداً في أمور الحكم، وكان بني أمية يريدون محالفة أكبر عدد من العرب ومصاحبتهم، ولكي يحظوا بولاءهم المطلق لهم كانوا يتزوجون أشرف الناس من أشرف العائلات ومن بنات أمراء القبائل ويولون أولاد العربيات حتى يحظوا بالولاء المطلق، كما حدث مع معاوية بن أبي سفيان حينما تزوج من ميسون بنت بحدل قامت قبيلة كلب أكبر قبائل الشام بمناصرته في حربه مع علي بن أبي طالب، ثم كانوا أغلب جنده في فتوحات عصره وهم من أعاد الخلافة الأموية بعدما كادت تسقط بموت ابن ميسون يزيد بن معاوية وحالفه أغلب القبائل القحطانية بسبب هذا، وحينما ولى عبد الملك الوليد وسليمان أبناء ولادة العبسية حازوا على ولاء كافة القبائل القيسية، وهكذا مع كل خليفة، وكان عيونهم مركزة على نيل رضى العرب وولاءهم آنذاك لأنهم أغلب المسلمين وأغلب الجنود وقادة الدولة بينما العجم لم ينتشر الإسلام بينهم كثيراً بعد، وفي العصر العباسي من نماذج تأثير الخؤولة ما حدث مع المأمون - وأمه جارية فارسية- الذي نصره أخواله الفرس بكل شيء فجعلهم قادة الدولة والوزراء والجنس الحاكم الوحيد، ثم تبعه أخيه المعتصم بالله - وأمه جارية تركية - الذي جعل أخواله التُرك أصحاب الدولة والجنس الحاكم فيها. ومن الأسباب التي منعت أبناء الجواري من الحكم بالعصر الأموي أن الناس قد لا يُطيعونهم، ويستخفون بهم، ولا يقبلون سيادتهم عليهم ولا تكون لهم هيبة بين العرب لعدم وجود نسبٍ لأمهاتهم فيهم ولا يجدوا سبباً كافياً للولاء المطلق لهم مما يجعلهم لا يخصعون لهم ويتمردون عليهم، وكان بني مروان يظنون أنّ دولتهم ستنتهي على يد خليفة من أبناء الجواري، وفعلاً كان آخر ثلاثة خلفاء للدولة يزيد بن الوليد وإبراهيم بن الوليد ومروان بن محمد من أبناء الجواري وانتهت على يدهم وبسببهم.
ومن المغالطات في الرواية أن مسلمة كان يحسد إخوته على الخلافة ويطمع بها، بينما كان العكس من هذا عازفاً عنها وحتى عن العمل كوالي منكباً على الجهاد طيلة الوقت. ومن المغالطات أيضاً أن ابن هبيرة يكره مسلمة وينتقص منه وعارض قرار مسلمة برفضه لفدية المال التي عرضها أهل القسطنطينية على مسلمة، ولكن على العكس من هذا كان مقرباً منه ولم يعارضه أو يستنقصه، وكان موافقاً له في رفض فدية الروم أثناء الحصار.
ومن أشد الاخطاء رواية خداع مسلمة بليو الثالث والتخلص من الأقوات بسببه مما سبب الهزيمة، وهذه رواية منكرة عند أهل السير والتاريخ ونفاها العلماء، وبالواقع لم يقابل مسلمة ليو إنما قابل عامل مسلمة سليمان بن معاذ وأتفق معه على مساعدة العرب مقابل يوقف حصار عمورية فتوقف سليمان وهرب ليو من حينه وانقلب على الحكم في القسطنطينية، فلم يصل مسلمة إلى القسطنطينية إلا وخداع ليو قد كُشِف وكان قد أصبح قيصراً من الأساس. وكان الأسباب الأساسية لانسحاب مسلمة من الحصار هي؛ نفاذ طعام المسلمين والمجاعة التي حلت بهم بسبب ذلك إذ توفي الكثير منهم نتيجة الجوع وسوء التغذية وانتشرت بينهم الأمراض بسبب ذلك، وساهم بُعد المكان عن الشام وصعوبته والشتاء الشديد وطول الطريق بصعوبة وصول الإمدادت والمساعدات إلى مسلمة والجيش، وأيضاً خيانة البحارة المسيحين للمسلمين، وطول الحصار، وتعاون الروم والخزر والإفرنج والبلغار على مهاجمة المسلمين، وإرسال سليمان في أواخر خلافته يطلب من مسلمة أن يعود ليتعامل مع مشكلة افتعلها يزيد بن المهلب، إضافة لأسباب أخرى.

## وصلات خارجية
- رواية بنت قُسطنطين بصيغة pdf - مؤسسة هنداوي للتعليم والثقافة